# 38М Толди
Лаки тенк 38М Толди је мађарски лаки тенк из Другог светског рата.

## Историја

### Прототип
Током 30-их година мађарски инжињер Миклош Штрауслер (1891-1966), који је у току рата радио за Велику Британију, дизајнирао је у сарадњи са фабриком Вајс Манфред (WM) из Будимпеште прототипове танкете В-3 (1933) и лаког тенка В-4 (1936), али је мађарска војска 1936. купила један шведски тенк Л-60 и након тестирања одлучила се за серијску производњу ових возила.

### Производња
1937. купљена је лиценца за производњу од шведске фабрике Landverk и нови тенк назван је 38М Толди. Прва тура од 80 возила наручена је у фабрикама MAWAG и Ganz, али је производња ишла веома споро, тако да је до саптемвра 1940. направљено само 45 комада, када се прешло на нешто унапређену верзију 38М Толди II. Тенк се показао непоузданим на дугим раздаљинама током операције Барбароса, а у новембру 1941. када се мађарски моторизовани корпус вратио са фронта, одлучено је да се прекине даља производња лаких тенкова, а да се 80 тенкова Толди I и Толди II наоружа топом калибра 40 mm и унапреди у Толди IIа.

## Карактеристике
38М Толди био је унапређена верзија шведског тенка Л-60, са мађарским мотором и несрећно изабраном против-тенковском пушком 36М калибра 20 mm (са 208 метака) као главним оружјем и спрегнутим митраљезом од 8 mm. Верзија Толди II разликовала се само у детаљима. На основу искуства на Источном фронту, 1941. дизајниран је Толди IIа, са фронталним оклопом повећаним на 35 mm и дужом куполом наоружаном топом 42М калибра 40 mm (са 55 метака) и спрегнутим митраљезом.

### У борби
Кратка кампања из 1941. показала је да је 38М Толди истовремено непоуздан (нарочито мотор), слабо наоружан и недовољно оклопљен. Њихови главни противници били су Т-26 и БТ тенкови, лако оклопљени али наоружани топовима од 37-45 mm. У време када је био спреман Толди IIа (1943), и он је већ био застарео, пошто боље наоружање није могло да надокнади недостатак заштите, сада када су му главни противник били Т-34. Од средине 1942. мађарске механизоване јединице биле су опремљене чешким тенковима Панцер 38(т), и након совјетске противофанзиве јануара 1943. преостали Толди су повучени у позадину до краја 1944, када су страдали у одбрани Мађарске. Једина преживела возила могу се видети у руском музеју Кубинка.